# ساولكراستي
ساولكراستي (بالإنجليزية: Saulkrasti)‏ هي منطقة سكنية تقع في لاتفيا في بلدية سولكراستي. يقدر عدد سكانها بـ 3,341 نسمة ومساحتها 4.8 كم2 وترتفع عن سطح البحر 12 متر.